# Giro dei Paesi Bassi 1989
Il Giro dei Paesi Bassi 1989, ventinovesima edizione della corsa, si svolse dal 14 al 19 agosto 1989 su un percorso di 857 km ripartiti in 5 tappe (la seconda suddivisa in due semitappe) e un cronoprologo, con partenza da Nieuwegein e arrivo a Gulpen. Fu vinto dal francese Laurent Fignon della squadra Super U-Raleigh-Fiat davanti al connazionale Thierry Marie e all'olandese Eddy Schurer.

## Tappe
| Tappa  | Data      | Percorso                                    | km  | Vincitore di tappa   | Leader cl. generale |
| ------ | --------- | ------------------------------------------- | --- | -------------------- | ------------------- |
| Prol.  | 14 agosto | Nieuwegein > Nieuwegein (cron. individuale) | 5   | Sean Yates           | Sean Yates          |
| 1ª     | 15 agosto | Nieuwegein > Dordrecht                      | 167 | Jelle Nijdam         | Jelle Nijdam        |
| 2ª-1ª  | 16 agosto | Dordrecht > Huizen                          | 92  | Jean-Paul van Poppel | Jelle Nijdam        |
| 2ª-2ª  | 16 agosto | Hilversum > Huizen (cron. individuale)      | 15  | Thierry Marie        | Thierry Marie       |
| 3ª     | 17 agosto | Huizen > Raalte                             | 204 | Jean-Paul van Poppel | Thierry Marie       |
| 4ª     | 18 agosto | Raalte > Eindhoven                          | 196 | Eric Vanderaerden    | Thierry Marie       |
| 5ª     | 19 agosto | Geleen > Gulpen                             | 178 | Theo de Rooy         | Laurent Fignon      |
| Totale | Totale    | Totale                                      | 857 |                      |                     |

## Dettagli delle tappe

### Prologo
- 14 agosto: Nieuwegein > Nieuwegein (cron. individuale) – 5 km

| Pos. | Corridore     | Squadra     | Tempo |
| ---- | ------------- | ----------- | ----- |
| 1    | Sean Yates    | 7           | 5'42" |
| 2    | Jelle Nijdam  | Superconfex | a 1"  |
| 3    | Thierry Marie | Super U     | a 5"  |

| Pos. | Corridore  | Squadra | Tempo |
| ---- | ---------- | ------- | ----- |
| 1    | Sean Yates | 7       |       |

### 1ª tappa
- 15 agosto: Nieuwegein > Dordrecht – 167 km

| Pos. | Corridore        | Squadra     | Tempo    |
| ---- | ---------------- | ----------- | -------- |
| 1    | Jelle Nijdam     | Superconfex | 4h14'11" |
| 2    | Peter Pieters    | TVM         | s.t.     |
| 3    | Wiebren Veenstra | Hitachi     | s.t.     |

| Pos. | Corridore    | Squadra     | Tempo |
| ---- | ------------ | ----------- | ----- |
| 1    | Jelle Nijdam | Superconfex |       |

### 2ª tappa - 1ª semitappa
- 16 agosto: Dordrecht > Huizen – 92 km

| Pos. | Corridore            | Squadra    | Tempo    |
| ---- | -------------------- | ---------- | -------- |
| 1    | Jean-Paul van Poppel | Panasonic  | 1h57'24" |
| 2    | Eric Vanderaerden    | Panasonic  | s.t.     |
| 3    | Mathieu Hermans      | Caja Rural | s.t.     |

| Pos. | Corridore    | Squadra     | Tempo |
| ---- | ------------ | ----------- | ----- |
| 1    | Jelle Nijdam | Superconfex |       |

### 2ª tappa - 2ª semitappa
- 16 agosto: Hilversum > Huizen (cron. individuale) – 15 km

| Pos. | Corridore        | Squadra     | Tempo  |
| ---- | ---------------- | ----------- | ------ |
| 1    | Thierry Marie    | Super U     | 20'25" |
| 2    | Sean Yates       | 7           | a 10"  |
| 3    | Gerrit Solleveld | Superconfex | a 16"  |

| Pos. | Corridore     | Squadra | Tempo |
| ---- | ------------- | ------- | ----- |
| 1    | Thierry Marie | Super U |       |

### 3ª tappa
- 17 agosto: Huizen > Raalte – 204 km

| Pos. | Corridore            | Squadra     | Tempo    |
| ---- | -------------------- | ----------- | -------- |
| 1    | Jean-Paul van Poppel | Panasonic   | 5h07'08" |
| 2    | Jelle Nijdam         | Superconfex | s.t.     |
| 3    | Eric Vanderaerden    | Panasonic   | s.t.     |

| Pos. | Corridore     | Squadra | Tempo |
| ---- | ------------- | ------- | ----- |
| 1    | Thierry Marie | Super U |       |

### 4ª tappa
- 18 agosto: Raalte > Eindhoven – 196 km

| Pos. | Corridore            | Squadra     | Tempo    |
| ---- | -------------------- | ----------- | -------- |
| 1    | Eric Vanderaerden    | Panasonic   | 5h12'40" |
| 2    | Jean-Paul van Poppel | Panasonic   | s.t.     |
| 3    | Jelle Nijdam         | Superconfex | s.t.     |

| Pos. | Corridore     | Squadra | Tempo |
| ---- | ------------- | ------- | ----- |
| 1    | Thierry Marie | Super U |       |

### 5ª tappa
- 19 agosto: Geleen > Gulpen – 178 km

| Pos. | Corridore      | Squadra   | Tempo    |
| ---- | -------------- | --------- | -------- |
| 1    | Theo de Rooy   | Panasonic | 4h14'24" |
| 2    | Laurent Fignon | Super U   | s.t.     |
| 3    | Maarten Ducrot | Domex     | a 13"    |

| Pos. | Corridore      | Squadra | Tempo     |
| ---- | -------------- | ------- | --------- |
| 1    | Laurent Fignon | Super U | 21h13'13" |
| 2    | Thierry Marie  | Super U | a 1"      |
| 3    | Eddy Schurer   | TVM     | a 4"      |

## Classifiche finali

### Classifica generale
| Pos. | Corridore         | Squadra              | Tempo     |
| ---- | ----------------- | -------------------- | --------- |
| 1    | Laurent Fignon    | Super U-Raleigh-Fiat | 21h13'13" |
| 2    | Thierry Marie     | Super U-Raleigh-Fiat | a 1"      |
| 3    | Eddy Schurer      | TVM-Van Schilt       | a 4"      |
| 4    | Sean Kelly        | PDM-Ultima-Concorde  | a 11"     |
| 5    | Maarten Ducrot    | Domex-Weinmann       | a 25"     |
| 6    | Theo de Rooy      | Panasonic-Isostar    | a 30"     |
| 7    | Eric Vanderaerden | Panasonic-Isostar    | a 44"     |
| 8    | Rene Beuker       | Caja Rural-Paternina | a 1'01"   |
| 9    | Teun van Vliet    | Panasonic-Isostar    | a 1'32"   |
| 10   | Rudy d'Haenens    | PDM-Ultima-Concorde  | a 1'40"   |